# Bosón

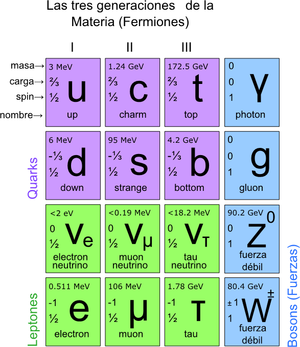
Nombre y carga eléctrica de los componentes de la materia.

Distinción entre fermiones y bosones.

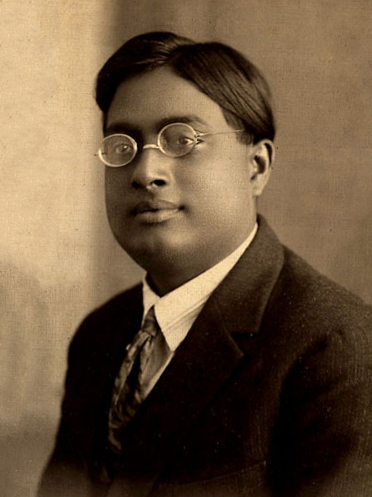
Fotografía de Satyendra Nath Bose.

En física de partículas, un bosón es uno de los dos tipos básicos de partículas elementales de la naturaleza (el otro tipo son los fermiones).
La denominación «bosón» fue acuñada por Paul Dirac para conmemorar la contribución del físico indio Satyendra Nath Bose, junto con Einstein, en el desarrollo de la Estadística de Bose-Einstein la cual teoriza las características de las partículas elementales.
Entre los ejemplos de bosones se incluyen partículas fundamentales como fotones, gluones, bosones W y Z (los cuatro bosones de gauge, portadores de fuerza del modelo estándar), el bosón de Higgs, y el gravitón de gravedad cuántica; partículas compuestas (por ej.: mesones y núcleos estables de número de masa par como el deuterio (con un protón y un neutrón, número másico = 2), helio-4 o plomo-208; y algunas cuasipartículas (pares de Cooper, plasmones, y fonones).
Los bosones se caracterizan por:
1. Tienen un espín entero (0,1,2,...).
2. No cumplen el principio de exclusión de Pauli y siguen la estadística de Bose-Einstein. Esto hace que presenten un fenómeno llamado condensación de Bose-Einstein (el desarrollo de máseres y láseres fue posible puesto que los fotones de la luz son bosones).
3. La función de onda cuántica que describe sistemas de bosones es simétrica respecto al intercambio de partículas.

Por el teorema espín-estadística sabemos que la segunda y tercera característica son consecuencia necesaria de la primera.
Algunos bosones, aunque se comportan como bosones, de hecho están compuestos de otras partículas. Por ejemplo, los núcleos de átomos de helio, bajo ciertas condiciones, se comportan como bosones aun cuando están compuestos por cuatro fermiones que, a su vez, no son elementales cuando son examinados en experimentos de muy alta energía.

## Ejemplos de bosones

### Bosones compuestos
- El núcleo de deuterio, un isótopo del hidrógeno.
- Núcleos de helio-4 o partículas alfa.
- En definitiva, cualquier núcleo con espín entero.

### Bosones de gauge simples
Véase también Anexo:Tabla_de_partículas#Bosones

Todas las partículas elementales observadas son bosones (con espín entero) o fermiones (con espín medio entero impar). Mientras que las partículas elementales que componen la materia ordinaria (leptones y quarks) son fermiones, los bosones elementales ocupan un papel especial en la física de partículas. Actúan como portadores de fuerza que dan lugar a fuerzas entre otras partículas, o en un caso dan lugar al fenómeno de masa.
Según el Modelo Estándar de Física de Partículas hay cinco bosones elementales:
- Un bosón escalar (espín=0)  
  - H0 Bosón de Higgs – la partícula que da lugar al fenómeno de masa a través del mecanismo de Higgs
- Cuatro bosones vectoriales (espín=1) que actúan como portadores de fuerza. Estos son los bosones de gauge:
  - γ   Fotones – el portador de fuerza del campo electromagnético
  - g   Gluones (ocho tipos diferentes): portadores de fuerza que median en la fuerza fuerte
  - Z   Bosón débil neutro – el portador de fuerza que media la fuerza débil
  - W±   Bosones débiles cargados (dos tipos): también portadores de fuerza que median en la fuerza débil

Un bosón tensor (espín=2) llamado gravitón (G) ha sido planteado como el portador de fuerza para la gravedad, pero hasta ahora todos los intentos de incorporar la gravedad en el modelo estándar han fallado.
Otros
- Fonones.
- Bosón X.

## Bosones intermedios o de gauge
Un bosón de gauge o bosón intermediario es una partícula (de hecho, un bosó) que actúa como portadora de una interacción fundamental de la naturaleza. Más específicamente, la interacción entre las partículas elementales está descrita por la teorías de campos de gauge y se ejerce mediante el intercambio de bosones de gauge entre sí, usualmente como partículas virtuales.

### Fotones

Emisión de un fotón por parte de un electrón, por ejemplo en la transición entre un nivel excitado de un átomo y el nivel fundamental.

Representación de un fotón en los diagramas de Feynman.

Los fotones forman la radiación electromagnética (ondas de radio, luz, rayos  ultravioletas, rayos X, rayos gama... ), son emitidos y absorbidos por la materia y transportan la interacción electromagnética. El fotón posee espín igual a 1, i, por lo tanto, es un bosón; cuya masa en reposo es nula, la helicidad del fotón puede ser 1 o -1, pero no 0. Se le representa mediante el símbolo γ.
Los fotones fueron propuestos por el físico alemán Albert Einstein (1879-1955), en 1905, para dar una explicación satisfactoria a la propagación de la luz en fenómenos como el efecto fotoeléctrico. Con la realización de experimentos de choque entre electrones y radiación luminosa (efecto Compton) se ha podido constatar el carácter de partícula que presenta a veces el fotón, lo que permite asociarle un momento lineal hν/c y una energía hv (siendo h la constante de Planck, v la frecuencia de la radiación y c la velocidad de la luz en el vacío).

### BosonesWyZ

Representación del bosón W^{+} en los diagramas de Feynman.

Hay tres bosones vectoriales intermediaros que transmiten la interacción débil: el bosón W+, con una carga eléctrica de +e, es decir, 1,602 × 10–19 C; el bosón W–, antipartícula del anterior y con carga –e (–1,602 × 10–19 C), y el bosón Z0, que es eléctricamente neutro. La masa del bosón W es de 80,399 (23) GeV/c2 y la del bosón Z, de 98,187 6 (21) GeV/c2. La masa del protón es de 0,938 GeV/c2, por lo tanto, los bosones W tienen unas masas ochenta y seis veces superiores a la del protón, y el bosón Z ciento cinco veces superior. Esta característica es responsable de la extremadamente corta distancia de la fuerza débil, la cual tiene una influencia confinada a una distancia de aproximadamente 10–17 metros porque, según establece la mecánica cuántica, la distancia de acción de una fuerza determinada tiende a ser inversamente proporcional a la masa de la partícula que la transmite.
La existencia de los bosones vectoriales intermedios y sus propiedades fue predicha a finales de los años sesenta por los físicos Sheldon Lee Glashow (1932), Steven Weinberg (1933-2021) y Abdus Salam (1926-1996). Sus esfuerzos teóricos, conocidos actualmente como teoría electrodébil, explican que la fuerza electromagnética y la fuerza débil, consideradas durante mucho tiempo como entidades separadas, son en realidad manifestaciones de la misma interacción fundamental. Así como la fuerza electromagnética se transmite mediante partículas portadoras conocidas como fotones, la fuerza débil se intercambia a través de los tres tipos de bosones vectoriales intermedios W+, W– y Z0.

Desintegración β^{–}. Un neutrón formado por los quarks udd, en la parte inferior (tiempo inicial), se transforma en un protón formado por los quarks udu y un bosón W^{–}, el cual se desintegra en un electrón e^{–}, que conserva la carga negativa, y un antineutrino electrónico.

En procesos de baja energía como la desintegración β, las partículas pesadas W se pueden intercambiar solo porque el principio de incertidumbre de Heisenberg permite fluctuaciones en masa-energía durante intervalos de tiempo suficientemente cortos. Estas partículas W no se pueden observar directamente. Sin embargo, es posible producir partículas W detectables en experimentos con aceleradores de partículas que involucren colisiones entre partículas subatómicas, siempre que la energía de la colisión sea lo suficientemente alta. Una partícula W de este tipo decae luego en un leptón cargado (por ejemplo, un electrón, un muón o un tau) y un neutrino asociado, o en un quark y un antiquark de tipo diferente (o «sabor») pero con una carga total de +1 o –1.
En 1983, dos experimentos en la Organización Europea para la Investigación Nuclear (CERN) en Ginebra detectaron características que se aproximaban estrechamente a las predicciones para la formación y desintegración de las partículas W y Z. Sus resultados constituyeron la primera evidencia directa de los bosones débiles y proporcionaron un fuerte apoyo para la teoría electrodébil. Los bosones Z y W fueron observados posteriormente de manera más directa en 1983 en experimentos de colisiones protón-antiprotón de alta energía realizados en el CERN. El físico del CERN Carlo Rubbia (1934) y el ingeniero Simon van der Meer (1925-2011) recibieron el Premio Nobel de Física de 1984 en reconocimiento a su papel en el descubrimiento de las partículas W y Z.
Las mediciones realizadas en el CERN muestran que cuando el bosón Z se desintegra en pares neutrino-antineutrino, produce únicamente tres tipos de neutrinos ligeros. Esta medida es de importancia fundamental, ya que indica que solo existen tres conjuntos de leptones y quarks, los elementos básicos de la materia.

### Gluones

Representación de un gluón en los diagramas de Feynman.

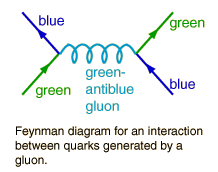
Diagrama de Feynman que explica la interacción entre un quark verde y uno azul que cambian de color como consecuencia del intercambio de un gluón verde-antiazul.

Los gluones son bosones de gauge o intermedios de masa nula, carga eléctrica nula y espín 1, se simbolizan como g. Transmiten la interacción nuclear fuerte entre quarks. Así, los quarks interactúan emitiendo y absorbiendo gluones, de la misma manera que las partículas cargadas eléctricamente interactúan mediante la emisión y absorción de fotones. Los quarks pueden tener tres diferentes cargas de color (azul, verde y rojo) y, al emitir o absorber un gluón, cambian de carga de color. Sin embargo, los gluones son más complejos que los fotones. Estos no tienen carga eléctrica, pero los gluones tienen carga de color, lo que significa que interactúan entre ellos. Los gluones se presentan en ocho posibles estados de carga de color (verde-antiazul, azul-antirojo...) y, por eso, pueden acoplarse a las cargas de color de quarks y antiquarks. Al tener carga de color, los gluones no se pueden aislar y participan en los procesos de interacción nuclear fuerte acoplándose también entre sí, además de ser los intermediarios de la interacción.
A diferencia de otras fuerzas conocidas, la interacción entre quarks no disminuye con la distancia. Este comportamiento implica que se necesita una enorme cantidad de energía para separar dos quarks, por ejemplo, el par quark-antiquark que forma un mesón. Se crea una cuerda de gluones entre ellos hasta el punto en que, al llegar a cierto momento, es energéticamente favorable la creación de un nuevo par quark-antiquark, de manera que el estado final es de dos mesones, en lugar de conseguir quarks libres. Este comportamiento es lo que se denomina confinamiento de quarks y hace que sean inobservables directamente.
Teóricamente, pueden existir las llamadas bolas de gluones, que son partículas formadas por dos o más gluones, sin presencia de quarks. Aunque existen algunos candidatos a ser bolas de gluones, hasta el momento actual no se han identificado experimentalmente con certeza, ya que sus números cuánticos coinciden con los de los mesones ordinarios.
El término gluon (gluón) fue acuñado en 1962 por el físico teórico estadounidense Murray Gell-Mann (1929-2019) y proviene del inglés glue (pegamento). En 1979 se confirmó la existencia de los gluones mediante la observación de la radiación de los gluones por los quarks en estudios de colisiones de partículas de alta energía en el laboratorio nacional alemán, el Deutsches Elektronen-Synchrotron (DESY), en Hamburgo.

## Discusión
Todas las partículas elementales son bosones o fermiones, dependiendo de si su espín es entero o semientero. En física de altas energías y de partículas se dice que los bosones son los mediadores de fuerza o partículas portadoras de las interacciones fundamentales, puesto que los campos eléctromagnético, electrodébil, fuerte y presumiblemente el gravitatorio están asociados a partículas de espín entero. De hecho, la descripción cuántica de las interacciones fundamentales mencionadas consiste en el intercambio de una partícula que será siempre un bosón virtual. Así la interacción de dichos bosones virtuales con fermiones reales es lo que da lugar a dichas interacciones o fuerzas fundamentales. El alcance de dicha interacción en general viene dado por la masa de la partícula intercambiada.
A los bosones involucrados en dichas interacciones se les denomina bosones gauge. Estos son los bosones W y Z para la interacción débil, los gluones para la interacción fuerte, los fotones para la interacción electromagnética y el hipotético gravitón para la interacción gravitatoria.
Las partículas compuestas por otras partículas, como los protones, los neutrones o los núcleos atómicos, pueden ser bosones o fermiones dependiendo de su espín total. De ahí que muchos núcleos sean, de hecho, bosones. Basta que el número de fermiones que componga esa partícula sea par para que el sistema compuesto sea un bosón. Así, la mayoría de los elementos tiene isótopos que serán fermiones, es el caso del helio-3, o bosones, como el helio-4. El deuterio es también bosón; sin embargo, sus vecinos protio y tritio son fermiones.
Mientras que los fermiones están obligados a cumplir el principio de exclusión de Pauli: "no puede haber más de una partícula ocupando un mismo estado cuántico", no existe dicha exclusión para los bosones, ellos pueden ocupar estados cuánticos idénticos.
El resultado de esto es que el espectro de un gas de fotones a cierta temperatura de equilibrio posee un espectro de Planck (ejemplos de ello son la radiación del cuerpo negro o la radiación del fondo cósmico de microondas, testigo que nos remonta al universo temprano). El trabajo con láseres, las propiedades de superfluido del helio-4 y la reciente formación del condensado de Bose-Einstein son todos consecuencia de la estadística de los bosones.
Las diferencias entre las estadísticas bosónica y fermiónica es solo apreciable en grandes densidades, cuando las funciones de onda se superponen. A bajas densidades, ambos tipos de estadísticas se aproximan a la estadística de Maxwell-Boltzmann, donde ambos tipos de partículas se comportan clásicamente.